# جانیک
جانیک (به ترکی استانبولی: Canik) یک منطقهٔ مسکونی در ترکیه است که در استان صامسون واقع شده‌است.